# Миниатюра (шахматы)
Миниатю́ра (англ. miniature), в шахматах и шахматной композиции — задача или этюд, в начальной позиции которых число фигур обеих сторон в сумме не превышает семи. Название дано в 1902 году немецким проблемистом О. Блюменталем.
Если в миниатюре не более пяти фигур, она называется малюткой. Малофигурные композиции популярны среди любителей шахмат.

## Примеры

### Двухходовые миниатюры
|   | a | b | c | d | e | f | g | h |   |
| - | --- | --- | --- | --- | --- | --- | --- | --- | - |
| 8 | c6 чёрная пешка · g6 белый слон · b4 белый конь · c4 чёрный король · f4 белый король · a3 белый ферзь · e3 белая пешка | c6 чёрная пешка · g6 белый слон · b4 белый конь · c4 чёрный король · f4 белый король · a3 белый ферзь · e3 белая пешка | c6 чёрная пешка · g6 белый слон · b4 белый конь · c4 чёрный король · f4 белый король · a3 белый ферзь · e3 белая пешка | c6 чёрная пешка · g6 белый слон · b4 белый конь · c4 чёрный король · f4 белый король · a3 белый ферзь · e3 белая пешка | c6 чёрная пешка · g6 белый слон · b4 белый конь · c4 чёрный король · f4 белый король · a3 белый ферзь · e3 белая пешка | c6 чёрная пешка · g6 белый слон · b4 белый конь · c4 чёрный король · f4 белый король · a3 белый ферзь · e3 белая пешка | c6 чёрная пешка · g6 белый слон · b4 белый конь · c4 чёрный король · f4 белый король · a3 белый ферзь · e3 белая пешка | c6 чёрная пешка · g6 белый слон · b4 белый конь · c4 чёрный король · f4 белый король · a3 белый ферзь · e3 белая пешка | 8 |
| 7 | c6 чёрная пешка · g6 белый слон · b4 белый конь · c4 чёрный король · f4 белый король · a3 белый ферзь · e3 белая пешка | c6 чёрная пешка · g6 белый слон · b4 белый конь · c4 чёрный король · f4 белый король · a3 белый ферзь · e3 белая пешка | c6 чёрная пешка · g6 белый слон · b4 белый конь · c4 чёрный король · f4 белый король · a3 белый ферзь · e3 белая пешка | c6 чёрная пешка · g6 белый слон · b4 белый конь · c4 чёрный король · f4 белый король · a3 белый ферзь · e3 белая пешка | c6 чёрная пешка · g6 белый слон · b4 белый конь · c4 чёрный король · f4 белый король · a3 белый ферзь · e3 белая пешка | c6 чёрная пешка · g6 белый слон · b4 белый конь · c4 чёрный король · f4 белый король · a3 белый ферзь · e3 белая пешка | c6 чёрная пешка · g6 белый слон · b4 белый конь · c4 чёрный король · f4 белый король · a3 белый ферзь · e3 белая пешка | c6 чёрная пешка · g6 белый слон · b4 белый конь · c4 чёрный король · f4 белый король · a3 белый ферзь · e3 белая пешка | 7 |
| 6 | c6 чёрная пешка · g6 белый слон · b4 белый конь · c4 чёрный король · f4 белый король · a3 белый ферзь · e3 белая пешка | c6 чёрная пешка · g6 белый слон · b4 белый конь · c4 чёрный король · f4 белый король · a3 белый ферзь · e3 белая пешка | c6 чёрная пешка · g6 белый слон · b4 белый конь · c4 чёрный король · f4 белый король · a3 белый ферзь · e3 белая пешка | c6 чёрная пешка · g6 белый слон · b4 белый конь · c4 чёрный король · f4 белый король · a3 белый ферзь · e3 белая пешка | c6 чёрная пешка · g6 белый слон · b4 белый конь · c4 чёрный король · f4 белый король · a3 белый ферзь · e3 белая пешка | c6 чёрная пешка · g6 белый слон · b4 белый конь · c4 чёрный король · f4 белый король · a3 белый ферзь · e3 белая пешка | c6 чёрная пешка · g6 белый слон · b4 белый конь · c4 чёрный король · f4 белый король · a3 белый ферзь · e3 белая пешка | c6 чёрная пешка · g6 белый слон · b4 белый конь · c4 чёрный король · f4 белый король · a3 белый ферзь · e3 белая пешка | 6 |
| 5 | c6 чёрная пешка · g6 белый слон · b4 белый конь · c4 чёрный король · f4 белый король · a3 белый ферзь · e3 белая пешка | c6 чёрная пешка · g6 белый слон · b4 белый конь · c4 чёрный король · f4 белый король · a3 белый ферзь · e3 белая пешка | c6 чёрная пешка · g6 белый слон · b4 белый конь · c4 чёрный король · f4 белый король · a3 белый ферзь · e3 белая пешка | c6 чёрная пешка · g6 белый слон · b4 белый конь · c4 чёрный король · f4 белый король · a3 белый ферзь · e3 белая пешка | c6 чёрная пешка · g6 белый слон · b4 белый конь · c4 чёрный король · f4 белый король · a3 белый ферзь · e3 белая пешка | c6 чёрная пешка · g6 белый слон · b4 белый конь · c4 чёрный король · f4 белый король · a3 белый ферзь · e3 белая пешка | c6 чёрная пешка · g6 белый слон · b4 белый конь · c4 чёрный король · f4 белый король · a3 белый ферзь · e3 белая пешка | c6 чёрная пешка · g6 белый слон · b4 белый конь · c4 чёрный король · f4 белый король · a3 белый ферзь · e3 белая пешка | 5 |
| 4 | c6 чёрная пешка · g6 белый слон · b4 белый конь · c4 чёрный король · f4 белый король · a3 белый ферзь · e3 белая пешка | c6 чёрная пешка · g6 белый слон · b4 белый конь · c4 чёрный король · f4 белый король · a3 белый ферзь · e3 белая пешка | c6 чёрная пешка · g6 белый слон · b4 белый конь · c4 чёрный король · f4 белый король · a3 белый ферзь · e3 белая пешка | c6 чёрная пешка · g6 белый слон · b4 белый конь · c4 чёрный король · f4 белый король · a3 белый ферзь · e3 белая пешка | c6 чёрная пешка · g6 белый слон · b4 белый конь · c4 чёрный король · f4 белый король · a3 белый ферзь · e3 белая пешка | c6 чёрная пешка · g6 белый слон · b4 белый конь · c4 чёрный король · f4 белый король · a3 белый ферзь · e3 белая пешка | c6 чёрная пешка · g6 белый слон · b4 белый конь · c4 чёрный король · f4 белый король · a3 белый ферзь · e3 белая пешка | c6 чёрная пешка · g6 белый слон · b4 белый конь · c4 чёрный король · f4 белый король · a3 белый ферзь · e3 белая пешка | 4 |
| 3 | c6 чёрная пешка · g6 белый слон · b4 белый конь · c4 чёрный король · f4 белый король · a3 белый ферзь · e3 белая пешка | c6 чёрная пешка · g6 белый слон · b4 белый конь · c4 чёрный король · f4 белый король · a3 белый ферзь · e3 белая пешка | c6 чёрная пешка · g6 белый слон · b4 белый конь · c4 чёрный король · f4 белый король · a3 белый ферзь · e3 белая пешка | c6 чёрная пешка · g6 белый слон · b4 белый конь · c4 чёрный король · f4 белый король · a3 белый ферзь · e3 белая пешка | c6 чёрная пешка · g6 белый слон · b4 белый конь · c4 чёрный король · f4 белый король · a3 белый ферзь · e3 белая пешка | c6 чёрная пешка · g6 белый слон · b4 белый конь · c4 чёрный король · f4 белый король · a3 белый ферзь · e3 белая пешка | c6 чёрная пешка · g6 белый слон · b4 белый конь · c4 чёрный король · f4 белый король · a3 белый ферзь · e3 белая пешка | c6 чёрная пешка · g6 белый слон · b4 белый конь · c4 чёрный король · f4 белый король · a3 белый ферзь · e3 белая пешка | 3 |
| 2 | c6 чёрная пешка · g6 белый слон · b4 белый конь · c4 чёрный король · f4 белый король · a3 белый ферзь · e3 белая пешка | c6 чёрная пешка · g6 белый слон · b4 белый конь · c4 чёрный король · f4 белый король · a3 белый ферзь · e3 белая пешка | c6 чёрная пешка · g6 белый слон · b4 белый конь · c4 чёрный король · f4 белый король · a3 белый ферзь · e3 белая пешка | c6 чёрная пешка · g6 белый слон · b4 белый конь · c4 чёрный король · f4 белый король · a3 белый ферзь · e3 белая пешка | c6 чёрная пешка · g6 белый слон · b4 белый конь · c4 чёрный король · f4 белый король · a3 белый ферзь · e3 белая пешка | c6 чёрная пешка · g6 белый слон · b4 белый конь · c4 чёрный король · f4 белый король · a3 белый ферзь · e3 белая пешка | c6 чёрная пешка · g6 белый слон · b4 белый конь · c4 чёрный король · f4 белый король · a3 белый ферзь · e3 белая пешка | c6 чёрная пешка · g6 белый слон · b4 белый конь · c4 чёрный король · f4 белый король · a3 белый ферзь · e3 белая пешка | 2 |
| 1 | c6 чёрная пешка · g6 белый слон · b4 белый конь · c4 чёрный король · f4 белый король · a3 белый ферзь · e3 белая пешка | c6 чёрная пешка · g6 белый слон · b4 белый конь · c4 чёрный король · f4 белый король · a3 белый ферзь · e3 белая пешка | c6 чёрная пешка · g6 белый слон · b4 белый конь · c4 чёрный король · f4 белый король · a3 белый ферзь · e3 белая пешка | c6 чёрная пешка · g6 белый слон · b4 белый конь · c4 чёрный король · f4 белый король · a3 белый ферзь · e3 белая пешка | c6 чёрная пешка · g6 белый слон · b4 белый конь · c4 чёрный король · f4 белый король · a3 белый ферзь · e3 белая пешка | c6 чёрная пешка · g6 белый слон · b4 белый конь · c4 чёрный король · f4 белый король · a3 белый ферзь · e3 белая пешка | c6 чёрная пешка · g6 белый слон · b4 белый конь · c4 чёрный король · f4 белый король · a3 белый ферзь · e3 белая пешка | c6 чёрная пешка · g6 белый слон · b4 белый конь · c4 чёрный король · f4 белый король · a3 белый ферзь · e3 белая пешка | 1 |
|   | a | b | c | d | e | f | g | h |   |

Решение:
1.Kd5! цугцванг,

1…Kp:d5 2.Cf7# правильный мат,

1…cd 2.Cd3# правильный мат,

1…Kpb5 2.Cd3#,

1…c5 2.Фd3#.

### Трёхходовые миниатюры
|   | a | b | c | d | e | f | g | h |   |
| - | --- | --- | --- | --- | --- | --- | --- | --- | - |
| 8 | h8 чёрный слон · f7 белая пешка · g7 чёрный король · h7 чёрный слон · c5 белый король · h5 белый ферзь · e4 белый конь | h8 чёрный слон · f7 белая пешка · g7 чёрный король · h7 чёрный слон · c5 белый король · h5 белый ферзь · e4 белый конь | h8 чёрный слон · f7 белая пешка · g7 чёрный король · h7 чёрный слон · c5 белый король · h5 белый ферзь · e4 белый конь | h8 чёрный слон · f7 белая пешка · g7 чёрный король · h7 чёрный слон · c5 белый король · h5 белый ферзь · e4 белый конь | h8 чёрный слон · f7 белая пешка · g7 чёрный король · h7 чёрный слон · c5 белый король · h5 белый ферзь · e4 белый конь | h8 чёрный слон · f7 белая пешка · g7 чёрный король · h7 чёрный слон · c5 белый король · h5 белый ферзь · e4 белый конь | h8 чёрный слон · f7 белая пешка · g7 чёрный король · h7 чёрный слон · c5 белый король · h5 белый ферзь · e4 белый конь | h8 чёрный слон · f7 белая пешка · g7 чёрный король · h7 чёрный слон · c5 белый король · h5 белый ферзь · e4 белый конь | 8 |
| 7 | h8 чёрный слон · f7 белая пешка · g7 чёрный король · h7 чёрный слон · c5 белый король · h5 белый ферзь · e4 белый конь | h8 чёрный слон · f7 белая пешка · g7 чёрный король · h7 чёрный слон · c5 белый король · h5 белый ферзь · e4 белый конь | h8 чёрный слон · f7 белая пешка · g7 чёрный король · h7 чёрный слон · c5 белый король · h5 белый ферзь · e4 белый конь | h8 чёрный слон · f7 белая пешка · g7 чёрный король · h7 чёрный слон · c5 белый король · h5 белый ферзь · e4 белый конь | h8 чёрный слон · f7 белая пешка · g7 чёрный король · h7 чёрный слон · c5 белый король · h5 белый ферзь · e4 белый конь | h8 чёрный слон · f7 белая пешка · g7 чёрный король · h7 чёрный слон · c5 белый король · h5 белый ферзь · e4 белый конь | h8 чёрный слон · f7 белая пешка · g7 чёрный король · h7 чёрный слон · c5 белый король · h5 белый ферзь · e4 белый конь | h8 чёрный слон · f7 белая пешка · g7 чёрный король · h7 чёрный слон · c5 белый король · h5 белый ферзь · e4 белый конь | 7 |
| 6 | h8 чёрный слон · f7 белая пешка · g7 чёрный король · h7 чёрный слон · c5 белый король · h5 белый ферзь · e4 белый конь | h8 чёрный слон · f7 белая пешка · g7 чёрный король · h7 чёрный слон · c5 белый король · h5 белый ферзь · e4 белый конь | h8 чёрный слон · f7 белая пешка · g7 чёрный король · h7 чёрный слон · c5 белый король · h5 белый ферзь · e4 белый конь | h8 чёрный слон · f7 белая пешка · g7 чёрный король · h7 чёрный слон · c5 белый король · h5 белый ферзь · e4 белый конь | h8 чёрный слон · f7 белая пешка · g7 чёрный король · h7 чёрный слон · c5 белый король · h5 белый ферзь · e4 белый конь | h8 чёрный слон · f7 белая пешка · g7 чёрный король · h7 чёрный слон · c5 белый король · h5 белый ферзь · e4 белый конь | h8 чёрный слон · f7 белая пешка · g7 чёрный король · h7 чёрный слон · c5 белый король · h5 белый ферзь · e4 белый конь | h8 чёрный слон · f7 белая пешка · g7 чёрный король · h7 чёрный слон · c5 белый король · h5 белый ферзь · e4 белый конь | 6 |
| 5 | h8 чёрный слон · f7 белая пешка · g7 чёрный король · h7 чёрный слон · c5 белый король · h5 белый ферзь · e4 белый конь | h8 чёрный слон · f7 белая пешка · g7 чёрный король · h7 чёрный слон · c5 белый король · h5 белый ферзь · e4 белый конь | h8 чёрный слон · f7 белая пешка · g7 чёрный король · h7 чёрный слон · c5 белый король · h5 белый ферзь · e4 белый конь | h8 чёрный слон · f7 белая пешка · g7 чёрный король · h7 чёрный слон · c5 белый король · h5 белый ферзь · e4 белый конь | h8 чёрный слон · f7 белая пешка · g7 чёрный король · h7 чёрный слон · c5 белый король · h5 белый ферзь · e4 белый конь | h8 чёрный слон · f7 белая пешка · g7 чёрный король · h7 чёрный слон · c5 белый король · h5 белый ферзь · e4 белый конь | h8 чёрный слон · f7 белая пешка · g7 чёрный король · h7 чёрный слон · c5 белый король · h5 белый ферзь · e4 белый конь | h8 чёрный слон · f7 белая пешка · g7 чёрный король · h7 чёрный слон · c5 белый король · h5 белый ферзь · e4 белый конь | 5 |
| 4 | h8 чёрный слон · f7 белая пешка · g7 чёрный король · h7 чёрный слон · c5 белый король · h5 белый ферзь · e4 белый конь | h8 чёрный слон · f7 белая пешка · g7 чёрный король · h7 чёрный слон · c5 белый король · h5 белый ферзь · e4 белый конь | h8 чёрный слон · f7 белая пешка · g7 чёрный король · h7 чёрный слон · c5 белый король · h5 белый ферзь · e4 белый конь | h8 чёрный слон · f7 белая пешка · g7 чёрный король · h7 чёрный слон · c5 белый король · h5 белый ферзь · e4 белый конь | h8 чёрный слон · f7 белая пешка · g7 чёрный король · h7 чёрный слон · c5 белый король · h5 белый ферзь · e4 белый конь | h8 чёрный слон · f7 белая пешка · g7 чёрный король · h7 чёрный слон · c5 белый король · h5 белый ферзь · e4 белый конь | h8 чёрный слон · f7 белая пешка · g7 чёрный король · h7 чёрный слон · c5 белый король · h5 белый ферзь · e4 белый конь | h8 чёрный слон · f7 белая пешка · g7 чёрный король · h7 чёрный слон · c5 белый король · h5 белый ферзь · e4 белый конь | 4 |
| 3 | h8 чёрный слон · f7 белая пешка · g7 чёрный король · h7 чёрный слон · c5 белый король · h5 белый ферзь · e4 белый конь | h8 чёрный слон · f7 белая пешка · g7 чёрный король · h7 чёрный слон · c5 белый король · h5 белый ферзь · e4 белый конь | h8 чёрный слон · f7 белая пешка · g7 чёрный король · h7 чёрный слон · c5 белый король · h5 белый ферзь · e4 белый конь | h8 чёрный слон · f7 белая пешка · g7 чёрный король · h7 чёрный слон · c5 белый король · h5 белый ферзь · e4 белый конь | h8 чёрный слон · f7 белая пешка · g7 чёрный король · h7 чёрный слон · c5 белый король · h5 белый ферзь · e4 белый конь | h8 чёрный слон · f7 белая пешка · g7 чёрный король · h7 чёрный слон · c5 белый король · h5 белый ферзь · e4 белый конь | h8 чёрный слон · f7 белая пешка · g7 чёрный король · h7 чёрный слон · c5 белый король · h5 белый ферзь · e4 белый конь | h8 чёрный слон · f7 белая пешка · g7 чёрный король · h7 чёрный слон · c5 белый король · h5 белый ферзь · e4 белый конь | 3 |
| 2 | h8 чёрный слон · f7 белая пешка · g7 чёрный король · h7 чёрный слон · c5 белый король · h5 белый ферзь · e4 белый конь | h8 чёрный слон · f7 белая пешка · g7 чёрный король · h7 чёрный слон · c5 белый король · h5 белый ферзь · e4 белый конь | h8 чёрный слон · f7 белая пешка · g7 чёрный король · h7 чёрный слон · c5 белый король · h5 белый ферзь · e4 белый конь | h8 чёрный слон · f7 белая пешка · g7 чёрный король · h7 чёрный слон · c5 белый король · h5 белый ферзь · e4 белый конь | h8 чёрный слон · f7 белая пешка · g7 чёрный король · h7 чёрный слон · c5 белый король · h5 белый ферзь · e4 белый конь | h8 чёрный слон · f7 белая пешка · g7 чёрный король · h7 чёрный слон · c5 белый король · h5 белый ферзь · e4 белый конь | h8 чёрный слон · f7 белая пешка · g7 чёрный король · h7 чёрный слон · c5 белый король · h5 белый ферзь · e4 белый конь | h8 чёрный слон · f7 белая пешка · g7 чёрный король · h7 чёрный слон · c5 белый король · h5 белый ферзь · e4 белый конь | 2 |
| 1 | h8 чёрный слон · f7 белая пешка · g7 чёрный король · h7 чёрный слон · c5 белый король · h5 белый ферзь · e4 белый конь | h8 чёрный слон · f7 белая пешка · g7 чёрный король · h7 чёрный слон · c5 белый король · h5 белый ферзь · e4 белый конь | h8 чёрный слон · f7 белая пешка · g7 чёрный король · h7 чёрный слон · c5 белый король · h5 белый ферзь · e4 белый конь | h8 чёрный слон · f7 белая пешка · g7 чёрный король · h7 чёрный слон · c5 белый король · h5 белый ферзь · e4 белый конь | h8 чёрный слон · f7 белая пешка · g7 чёрный король · h7 чёрный слон · c5 белый король · h5 белый ферзь · e4 белый конь | h8 чёрный слон · f7 белая пешка · g7 чёрный король · h7 чёрный слон · c5 белый король · h5 белый ферзь · e4 белый конь | h8 чёрный слон · f7 белая пешка · g7 чёрный король · h7 чёрный слон · c5 белый король · h5 белый ферзь · e4 белый конь | h8 чёрный слон · f7 белая пешка · g7 чёрный король · h7 чёрный слон · c5 белый король · h5 белый ферзь · e4 белый конь | 1 |
|   | a | b | c | d | e | f | g | h |   |

Решение:
1.Kg5! с угрозой 2.f8Ф+! Kp:f8 3.Фf7#

1...Kpf8 2.Фh6+ Cg7 3.Фd6#

1...Cg6 2.Ф:h8+! Kp:h8 3.f8Ф#

1...Cg8 2.fgK! Kp:g8 3.Фf7#
В этой классической миниатюре очень содержательная игра: и жертвы, и превращения, и правильные маты. 

### Многоходовые миниатюры
|   | a                                                                   | b                                                                   | c                                                                   | d                                                                   | e                                                                   | f                                                                   | g                                                                   | h                                                                   |   |
| - | ------------------------------------------------------------------- | ------------------------------------------------------------------- | ------------------------------------------------------------------- | ------------------------------------------------------------------- | ------------------------------------------------------------------- | ------------------------------------------------------------------- | ------------------------------------------------------------------- | ------------------------------------------------------------------- | - |
| 8 | a8 белый слон · a7 чёрный король · c7 белая пешка · a5 белый король | a8 белый слон · a7 чёрный король · c7 белая пешка · a5 белый король | a8 белый слон · a7 чёрный король · c7 белая пешка · a5 белый король | a8 белый слон · a7 чёрный король · c7 белая пешка · a5 белый король | a8 белый слон · a7 чёрный король · c7 белая пешка · a5 белый король | a8 белый слон · a7 чёрный король · c7 белая пешка · a5 белый король | a8 белый слон · a7 чёрный король · c7 белая пешка · a5 белый король | a8 белый слон · a7 чёрный король · c7 белая пешка · a5 белый король | 8 |
| 7 | a8 белый слон · a7 чёрный король · c7 белая пешка · a5 белый король | a8 белый слон · a7 чёрный король · c7 белая пешка · a5 белый король | a8 белый слон · a7 чёрный король · c7 белая пешка · a5 белый король | a8 белый слон · a7 чёрный король · c7 белая пешка · a5 белый король | a8 белый слон · a7 чёрный король · c7 белая пешка · a5 белый король | a8 белый слон · a7 чёрный король · c7 белая пешка · a5 белый король | a8 белый слон · a7 чёрный король · c7 белая пешка · a5 белый король | a8 белый слон · a7 чёрный король · c7 белая пешка · a5 белый король | 7 |
| 6 | a8 белый слон · a7 чёрный король · c7 белая пешка · a5 белый король | a8 белый слон · a7 чёрный король · c7 белая пешка · a5 белый король | a8 белый слон · a7 чёрный король · c7 белая пешка · a5 белый король | a8 белый слон · a7 чёрный король · c7 белая пешка · a5 белый король | a8 белый слон · a7 чёрный король · c7 белая пешка · a5 белый король | a8 белый слон · a7 чёрный король · c7 белая пешка · a5 белый король | a8 белый слон · a7 чёрный король · c7 белая пешка · a5 белый король | a8 белый слон · a7 чёрный король · c7 белая пешка · a5 белый король | 6 |
| 5 | a8 белый слон · a7 чёрный король · c7 белая пешка · a5 белый король | a8 белый слон · a7 чёрный король · c7 белая пешка · a5 белый король | a8 белый слон · a7 чёрный король · c7 белая пешка · a5 белый король | a8 белый слон · a7 чёрный король · c7 белая пешка · a5 белый король | a8 белый слон · a7 чёрный король · c7 белая пешка · a5 белый король | a8 белый слон · a7 чёрный король · c7 белая пешка · a5 белый король | a8 белый слон · a7 чёрный король · c7 белая пешка · a5 белый король | a8 белый слон · a7 чёрный король · c7 белая пешка · a5 белый король | 5 |
| 4 | a8 белый слон · a7 чёрный король · c7 белая пешка · a5 белый король | a8 белый слон · a7 чёрный король · c7 белая пешка · a5 белый король | a8 белый слон · a7 чёрный король · c7 белая пешка · a5 белый король | a8 белый слон · a7 чёрный король · c7 белая пешка · a5 белый король | a8 белый слон · a7 чёрный король · c7 белая пешка · a5 белый король | a8 белый слон · a7 чёрный король · c7 белая пешка · a5 белый король | a8 белый слон · a7 чёрный король · c7 белая пешка · a5 белый король | a8 белый слон · a7 чёрный король · c7 белая пешка · a5 белый король | 4 |
| 3 | a8 белый слон · a7 чёрный король · c7 белая пешка · a5 белый король | a8 белый слон · a7 чёрный король · c7 белая пешка · a5 белый король | a8 белый слон · a7 чёрный король · c7 белая пешка · a5 белый король | a8 белый слон · a7 чёрный король · c7 белая пешка · a5 белый король | a8 белый слон · a7 чёрный король · c7 белая пешка · a5 белый король | a8 белый слон · a7 чёрный король · c7 белая пешка · a5 белый король | a8 белый слон · a7 чёрный король · c7 белая пешка · a5 белый король | a8 белый слон · a7 чёрный король · c7 белая пешка · a5 белый король | 3 |
| 2 | a8 белый слон · a7 чёрный король · c7 белая пешка · a5 белый король | a8 белый слон · a7 чёрный король · c7 белая пешка · a5 белый король | a8 белый слон · a7 чёрный король · c7 белая пешка · a5 белый король | a8 белый слон · a7 чёрный король · c7 белая пешка · a5 белый король | a8 белый слон · a7 чёрный король · c7 белая пешка · a5 белый король | a8 белый слон · a7 чёрный король · c7 белая пешка · a5 белый король | a8 белый слон · a7 чёрный король · c7 белая пешка · a5 белый король | a8 белый слон · a7 чёрный король · c7 белая пешка · a5 белый король | 2 |
| 1 | a8 белый слон · a7 чёрный король · c7 белая пешка · a5 белый король | a8 белый слон · a7 чёрный король · c7 белая пешка · a5 белый король | a8 белый слон · a7 чёрный король · c7 белая пешка · a5 белый король | a8 белый слон · a7 чёрный король · c7 белая пешка · a5 белый король | a8 белый слон · a7 чёрный король · c7 белая пешка · a5 белый король | a8 белый слон · a7 чёрный король · c7 белая пешка · a5 белый король | a8 белый слон · a7 чёрный король · c7 белая пешка · a5 белый король | a8 белый слон · a7 чёрный король · c7 белая пешка · a5 белый король | 1 |
|   | a                                                                   | b                                                                   | c                                                                   | d                                                                   | e                                                                   | f                                                                   | g                                                                   | h                                                                   |   |

Решение:
1.c8Ф (Л)? — пат
1.Крb5 Кр:a8 2.Крc6 Крa7 3.c8Л! Крa6 4.Ла8#

Два хода пешка не может ступить на восьмую горизонталь, и лишь на третьем она превращается в ладью.